# Bresje (gmina Svilajnac)
Bresje (cyr. Бресје) – wieś w Serbii, w okręgu pomorawskim, w gminie Svilajnac. W 2011 roku liczyła 188 mieszkańców.